# Wilhelm Mauser

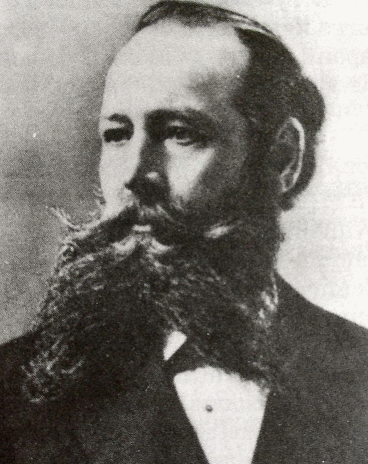
Wilhelm Mauser

Wilhelm Mauser (ur. 2 maja 1834 w Obendorfie, zm. 13 stycznia 1882) – niemiecki technik, konstruktor broni palnej.
Starszy brat Paula. Był synem rusznikarza, zatrudnionego w królewskiej Fabryce Karabinów w Oberndorfie. Pierwszy karabin skonstruował wraz z bratem w 1866 roku. Starania o jego przyjęcie do uzbrojenia armii Wirtembergii, Austrii i innych krajów zakończyły się niepowodzeniem.
Wojna francusko–pruska spowodowała wzrost zainteresowania Karabinem Braci Mauser. W roku 1872, karabin Mauser M1871, został wprowadzony do uzbrojenia w Niemczech, z wyjątkiem Bawarii, gdzie wprowadzono go dopiero w 1877 roku. W 1874 przejęli fabrykę ojca w Oberndorfie i utworzyli spółkę Wilhelma i Paula Mauser. Bracia otrzymali duże zamówienie od rządu niemieckiego. Niewielką początkowo firmę bracia Mauser rozbudowali w ciągu kilku lat w duże znane na całym świecie zakłady zbrojeniowe, zwane Mauser-Werke Oberndorf. Przez wiele lat ulepszał systemy karabinów, rewolwerów i pistoletów. Karabin Gew98 stanowił podstawową ręczną broń palną w wojsku polskim okresu międzywojennego. Nowy karabin szybko stał się znany w ówczesnym świecie i na jego podstawie opracowano wiele kolejnych odmian.